# Jean-Pierre Cassel
Jean-Pierre Cassel, född 27 oktober 1932 i Paris, död 19 april 2007 i Paris, var en fransk skådespelare.
Cassel medverkade i ett stort antal filmer från 1950-talet och framåt, till exempel i Gérard Brachs Båtbygget och i Buñuels Borgarklassens diskreta charm från 1972. Han gjorde även många roller i engelskspråkiga filmer, till exempel Mordet på Orientexpressen (1974).
Han var far till skådespelaren Vincent Cassel.

## Filmografi (i urval)
- 2008 – Asterix på olympiaden
- 2003 – No Limit - The Story of Michel Vaillant
- 2000 – De blodröda floderna
- 1978 – Döden i grytan
- 1974 – Mordet på Orientexpressen
- 1974 – Bli rik och ligga med flickor
- 1972 – Borgarklassens diskreta charm
- 1971 – Båtbygget
- 1966 – Brinner Paris?
- 1965 – Dessa fantastiska män i sina flygande maskiner
- 1962 – Korpralen